# Anortozit

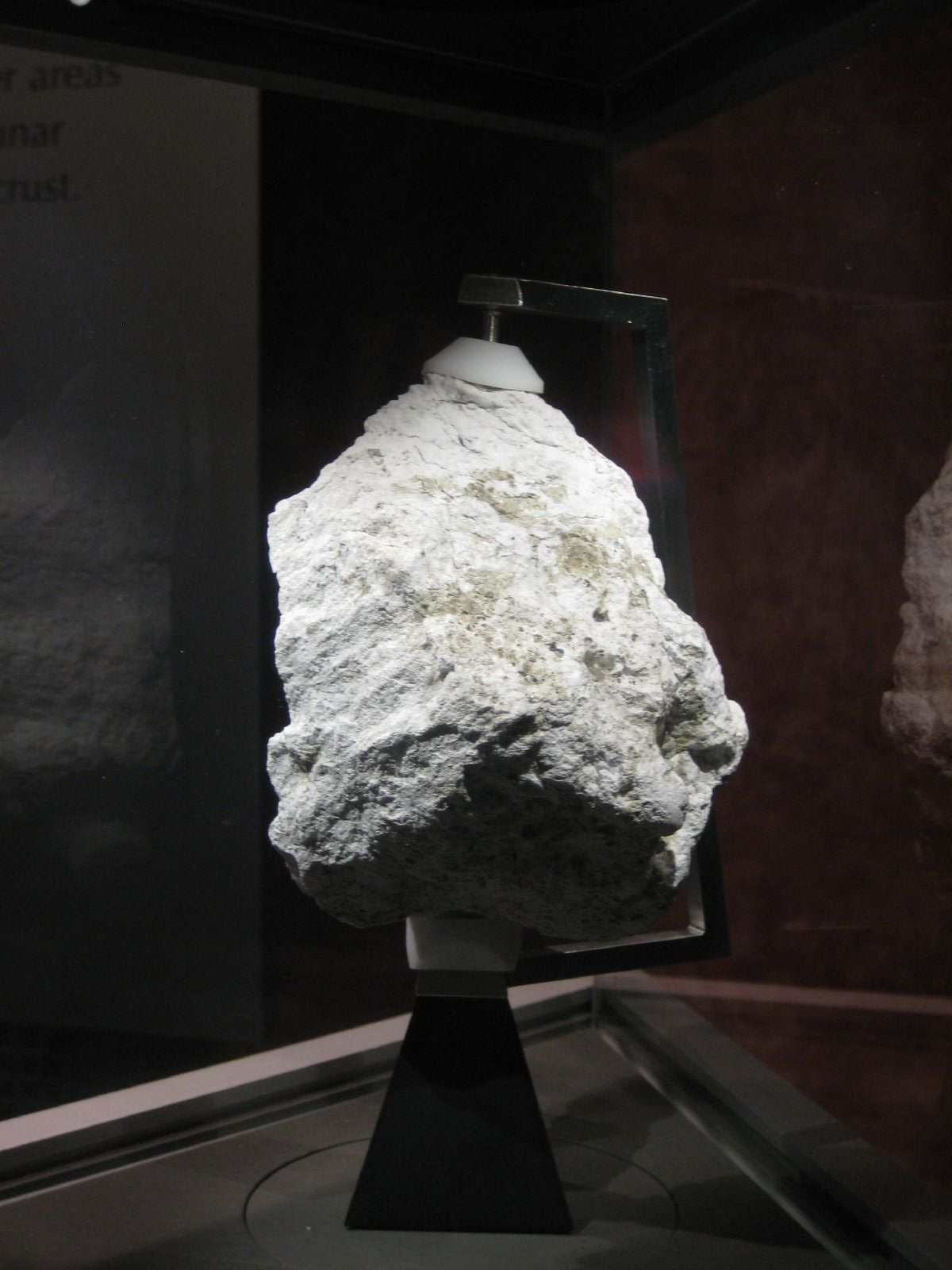
Hornina anortozitického složení nalezená během mise Apolla 16 nedaleko kráteru Descartes na Měsíci.

Anortozit je druh hlubinné vyvřeliny, která je jedním z druhů gabra. Skládá se hlavně z bazických živců (anortitu, bytovnitu a labradoritu), které tvoří 90 % až 100 % jeho objemu. Zbylá část 0 % – 10 % jsou mafické minerály (pyroxen, ilmenit, magnetit nebo olivín).
Tato hornina se nenachází pouze na Zemi, nýbrž i jiných tělesech sluneční soustavy:
- například na Měsíci, kde vytváří světlé měsíční plochy – měsíční vysočiny a pohoří.
- Na Marsu byl objeven vozítkem Persevarence bílý balvan anortozitu na dně bývalé řeky.[2][3]